# Jan Železný
Jan Železný (Mladá Boleslav, Txecoslovàquia 1966) és un atleta txec, ja retirat, considerat un dels millors especialista en el llançament de javelina i guanyador de quatre medalles olímpiques.

## Biografia
Va néixer el 16 de juny de 1966 a la ciutat de Mladá Boleslav, població situada en aquells moments a Txecoslovàquia i que avui dia forma part de la República Txeca.

## Carrera esportiva
Va participar, als 22 anys i en representació de Txecoslovàquia, als Jocs Olímpics d'Estiu de 1988 celebrats a Seül (Corea del Sud), on va aconseguir guanyar la medalla de plata en la prova masculina de llançament de javelina, un metall que trasnformà en or en els Jocs Olímpics d'Estiu de 1992 celebrats a Barcelona (Catalunya), on a més va establir un nou rècord olímpic amb un tir de 89.66 metres.
En els Jocs Olímpics d'Estiu de 1996 realitzats a Atlanta (Estats Units), i ja sota representació de la República Txeca, va aconseguir revalidar el títol olímpic, un fet que aconseguí repetir en els Jocs Olímpics d'Estiu de 2000 realitzats a Sydney (Austràlia), on va més va establir un nou rècord olímpic amb un tir de 90.17 metres. Participà en els seus cinquens Jocs en els Jocs Olímpics d'Estiu de 2004 realitzats a Atenes (Grècia), on només pogué finalitzar novè.
Al llarg de la seva carrera ha guanyat cinc medalles en el Campionat del Món d'atletisme, entre elles tres medalles d'or; i dues medalles en el Campionat d'Europa d'atletisme. Ha estat escollit dues vegades Trofeu Atleta Europeu de l'any (1996 i 2000) per l'Associació Europea d'Atletisme (AEA) i una vegada Atleta de l'any (2000) per l'Associació Internacional de Federacions d'Atletisme (IAAF)